# Hugo Pfafferott

Hugo Pfafferott (1831–1888). Photographie von Leopold Haase & Comp., Berlin. um 1874.

Hugo Pfafferott (* 16. Mai 1831 in Münden; † 20. Oktober 1888 in Liebenburg) war ein deutscher Richter und Abgeordneter. 

## Leben
Pfafferott besuchte nach vorausgegangenem Privatunterricht das katholische Gymnasium Josephinum Hildesheim. Danach studierte er an der Georg-August-Universität Göttingen Rechtswissenschaft. 1855 wurde er Mitglied des Corps Teutonia Göttingen. Nach dem Studium und dem Referendariat wurde er Amtsrichter beim Amtsgericht Liebenburg. Er unternahm ausgedehnte Reisen durch Europa und Afrika.
Von 1873 bis 1876 war er Mitglied des Preußischen Abgeordnetenhauses für den Wahlbezirk Kreis Kempen und Landkreis Geldern. Von 1874 bis 1888 vertrat er den Wahlkreis Regierungsbezirk Düsseldorf 9 (Kempen) und die Deutsche Zentrumspartei im Reichstag.